# Sinophlaeoba laoyinshan
Sinophlaeoba laoyinshan är en insektsart som beskrevs av Mao, B., X. Ou och G. Ren 2008. Sinophlaeoba laoyinshan ingår i släktet Sinophlaeoba och familjen gräshoppor. Inga underarter finns listade i Catalogue of Life.